# Alma Fahlstrøm

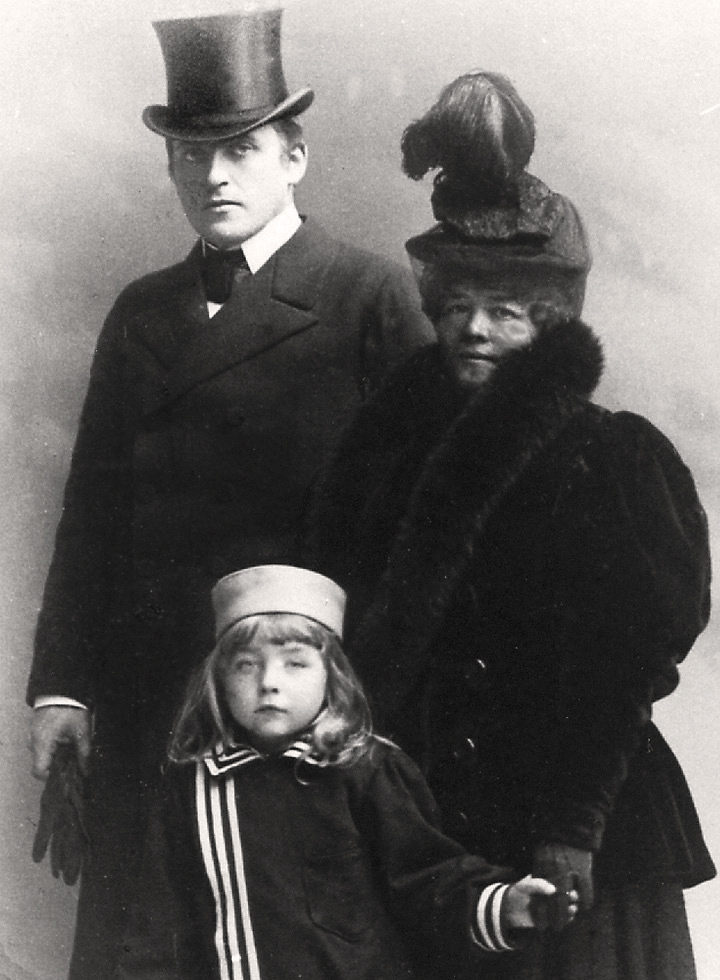
Alma och Johan Fahlstrøm tillsammans med sonen Arne. Familjebild från 1897.

Alma Isabella Fahlstrøm, född Bosse den 23 november 1863 i Skanderborg, Danmark, död 29 maj 1946 i Oslo, var en norsk skådespelare och teaterledare. Hon var dotter till bokförläggare Heinrich Bosse och Anne-Marie Lehman samt syster till skådespelerskan Harriet Bosse, operasångaren Dagmar Möller och ekonomen Ewald Bosse. Hon var gift med skådespelaren Johan Fahlstrøm. Tillsammans fick de sonen Arne Fahlstrøm, som reste med Titanic 1912 och omkom vid fartygets förlisning.
Fahlstrøm var anställd vid Christiania Theater 1879–1895, vid Nationaltheatret 1899–1903, och ledde tillsammans med sin make Johan Fahlstrøm en rad privatscener i Oslo. De viktigaste var Centralteatret 1897–1899 och Fahlstrøms teater 1903–1911. Fahlstrøms Theater hade med sin duktiga personal och delvis ypperliga repertoar stor betydelse för norsk scenkonst. Fahlstrøm var själv en god instruktör, och dessutom en betydande komisk karaktärsskådespelare i roller som Pernille i Ludvig Holbergs Den stundesløse och Ane i Bjørnstjerne Bjørnsons Geografi og kjærlighed. Hennes bok To norske skuespilleres liv (1927) är ett intressant bidrag till norsk teaterhistoria.